# Phalaenopsis deliciosa
Phalaenopsis deliciosa es una orquídea del género de Phalaenopsis de la subfamilia Epidendroideae de la familia Orchidaceae. Nativas del sudoeste de Asia.

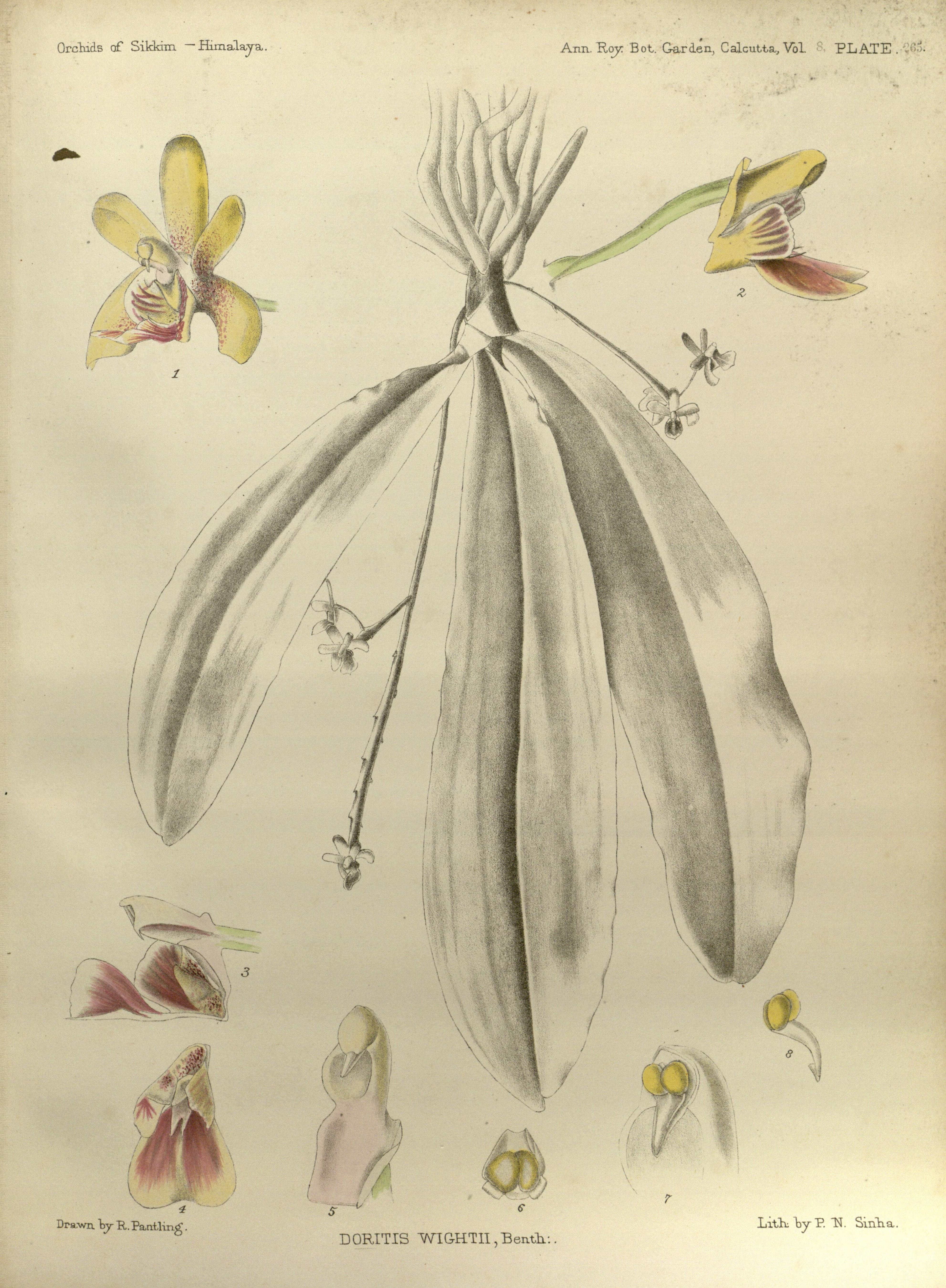
Ilustración

## Hábitat
Las plantas crecen en los bosques de tierras bajas de la India hasta Java, Sumatra, Borneo y Filipinas en elevaciones por debajo de los 600 metros.

## Descripción
Algunos autores atribuyen este nombre a Kingidium decumbens y viceversa, pero Kingidium decumbens es un uso indebido y realmente sería un sinónimo de Phalaenopsis parishii debido a un error en taxonomía de hace cien años. 
Es una planta diminuta (con una flor de 2'5 cm) que se encuentra en el Himalaya chino, Assam, India, Bangladés, Nepal, Sikkim, Sri Lanka, Birmania, Tailandia, Malasia, Laos, Camboya, Vietnam, Borneo, Java, Molucas, Filipinas, Célebes y Sumatra y en los bosques de ribera a elevaciones por debajo de los 600 metros que crece bien montada en corcho o en helechos arborescentes, en un lugar fresco, admitiendo cada vez temperaturas más cálidas. Son epífitas con un tallo muy corto y con 3 a 6 hojas  oblongo-lanceoladas con márgenes ondulados y ligeramente desiguales que deja las flores axilares, en una inflorescencia erecta en racimo de 20 cm de largo, a menudo ramificadas, con muchas flores que se abren  a todas las direcciones y que florecen en cualquier momento y más de una vez al año.

## Taxonomía
Phalaenopsis deliciosa fue descrita por Heinrich Gustav Reichenbach y publicado en Bonplandia 2: 93. 1854.
Etimología
Phalaenopsis: nombre genérico que procede del griego phalaina = “mariposa” y opsis = “parecido”, debido a las inflorescencias de algunas especies, que recuerdan a mariposas en vuelo. Por ello, a las especies se les llama “orquídeas mariposa”.
deliciosa: epíteto latino que significa  "deliciosa".
Variedades
- Phalaenopsis deliciosa subsp. deliciosa.
- Phalaenopsis deliciosa subsp. hookeriana (O.Gruss & Roellke) Christenson,

Sinonimia
- Aerides latifolia Thw. 1861;
- Doritis hebe [Rchb.f] Schlechter 1913;
- Doritis latifolia [Thw.] Trim 1885;
- Doritis philippinensis Ames 1908;
- Doritis steffensii Schlechter 1911;
- Doritis wightii [Rchb.f] Benth & J D Hook 1883;
- Kingidium deliciosum (Rchb. f.) H.R. Sweet 1970;
- Kingidium deliciosum var bellum {teijsm & Binn 1993;
- Kingidium philippinenesis [Ames] O. Gruss 1995;
- Kingidium wightii [Rchb.f] Gruss & Rolke 1995;
- Kingiella hebe {Rchb.f] Rolfe 1917;
- Kingiella philippinensis [Ames] Rolfe 1917;
- Kingiella steffensii [Schltr.] Rolfe 1917;
- Phalaenopsis alboviolacea Ridl. 1893;
- Phalaenopsis amethystina Rchb.f 1865;
- Phalaenopsis bella Teijsm & Binn. 1862;
- Phalaenopsis hebe Rchb.f 1862;
- Phalaenopsis hebe var amboinensis J.J.Sm. 1917;
- Phalaenopsis wightii Rchb.f 18621941[3][4][5]